# Монахов, Антон Александрович
Анто́н Алекса́ндрович Мона́хов (укр. Антон Олександрович Монахов; 31 января 1982, Запорожье, Украинская ССР, СССР) — украинский и российский футболист, защитник. Мастер спорта международного класса (2007). Спортивный директор клуба «Крымтеплица».

## Биография
Воспитанник Запорожского спортинтерната.
Выступал за клубы: «Кривбасс», «Спартак-2» (Москва), «Торпедо-ЗИЛ», «Элиста», «Ворскла», «Таврия», «Крымтеплица», «Нефтяник-Укрнефть». В еврокубковых турнирах УЕФА провёл 2 матча.
Зимой 2009 года подписал контракт с «Таврией» до конца 2011 года. В «Таврии» сыграл 93 матча в чемпионатах Украины, забил 6 мячей; сыграл 6 поединков в Кубке страны, забил 1 гол. Он стал любимцем симферопольских болельщиков и вице-капитаном команды. В 2010 году в составе команды стал обладателем Кубка Украины. Монахов не собирался возобновлять соглашение с «Таврией», и в ноябре 2011 года руководство клуба пошло навстречу футболисту и не стало возражать о досрочном расторжении контракта. Затем выступал в другой крымской команде «Севастополь», а также в «Славутиче».
После аннексии Крыма Россией получил российское гражданство.
В феврале 2015 года стал игроком симферопольского ТСК. Вместе с командой выступал во Всекрымском турнире. В августе 2015 года был заявлен за ТСК для участия в первом профессиональном сезоне чемпионата Крыма 2015/16. В составе команды в новом турнире дебютировал 22 августа 2015 года в первом туре против севастопольского СКЧФ (2:2). По окончании сезона 2017/18 покинул «ТСК-Таврию».
7 июня 2018 года назначен исполняющим обязанности главного тренера «Крымтеплицы». 8 августа 2018 года из-за отсутствия тренерской лицензии формально переведён на должность спортивного директора клуба. В ноябре того же года покинул «Крымтеплицу», а в январе 2019 года решил возобновить карьеру игрока в «ТСК Таврия».
В сезоне 2021—2022 в Открытом чемпионате Крыма играл за команду Училища олимпийского резерва.

## Достижения
- Бронзовый призёр чемпионата Украины: 1999/00
- Обладатель Кубка Украины: 2009/10
- Финалист Кубка Украины: 1999/00
- Победитель Универсиады: (2) 2007, 2009
- Вице-чемпион Европы среди юношей: 2000
- Медаль «За труд и победу» (06.09.2007)[13]